# Reserva índia de Llac Pyramid
La Reserva índia de Llac Pyramid és una reserva índia dels Estats Units situada al nord-oest de Nevada, aproximadament a 56 kilòmetres al nord-est de Reno, als comtats de Washoe, Storey, i Lyon. Es troba gairebé íntegrament al xomtat de Washoe (99,88%), però amb petites quantitats de terra en els altres dos comtats (en l'extrem sud, prop de la ciutat de Fernley). És regida per la tribu paiute de llac Piràmide (Cui Ui Ticutta). El 1993 la població de la reserva era 1.603 persones. En aquell moment havia 2.253 membres inscrits de la tribu. El  cens de 2000 van registrar una població de 1.734 individus.
La reserva té 1.922 km² de superfície, i inclou tot el llac Pyramid i tot el riu Truckee des del nord Big Bend. La reserva està centrada al Llac Pyramid, i el mateix llac comprèn el 25% de la superfície de la reserva. La reserva també inclou una franja del llac Winnemucca, la major part de Lake Range, porcions de les Muntanyes Virginia i Pah Rah Range i l'extrem meridional del desert de Smoke Creek.
Hi ha tres comunitats a la resreva. Sutcliffe es troba al marge occidental del llac, Nixon a l'extrem sud del llac i Wadsworth, la més gran, es troba vora el Big Bend del Truckee a l'extrem sud de la reserva, just al nord de la ciutat de Fernley, fora de la reserva. Hi ha alguns ranxos perifèrics al llarg del riu Truckee entre Wadsworth i Nixon. Nixon és la seu del govern tribal.
La terra de la reserva es va establir primer per als Paiute del Nord per petició de la Bureau of Indian Affairs en 1859. La reserva no va ser registrada fins a 1865. L'estat de la reserva era molt incert fins que el president Ulisses S. Grant afirmà la seva existència mitjançant una ordre executiva el 23 de març de 1874. En aquest moment la creació de reserves per part del Poder Executiu era nou, ja que la majoria de les reserves anteriors van ser creades per tractat o llei del Congrés. Decisions judicials posteriors han confirmat la validesa de les reserves creades pel poder executiu, i s'ha fixat la data de creació de la Reserva de Pyramid Lake a 1859, no a 1874. Aquesta data anterior és important, tant pel que fa a la data de prioritat tribal dels drets d'aigua, i a l'estatus de les reclamacions no tribals de terra dins la reserva. La tribu ha lliurat una llarga sèrie de batalles legals sobre aquests dos temes.
Cap al 1970 una font afirmava que entre els residents de la reserva hi ha descendents del Cap Winnemucca.

## Factors ambientals
La pesqueria de Lahontan de truita degollada al llac Pyramid atrau molts pescadors a la zona de Reno i més enllà. La venda de llicències de pesca i permisos de navegació és una gran font d'ingressos per a la tribu. Abans de la construcció de Presa Derby i el desviament de les aigües del riu Truckee al reg, el llac va donar suport a la pesca comercial, que era una font d'ingressos encara més gran per a la tribu.
Històricament els nivells d'aigua han disminuït al Llac Pyramid i, a més, la qualitat de l'aigua s'ha vist afectada pels abocaments d'aigües amunt tant de fonts puntuals com no puntuals. S'han realitzat un nombre d'estudis a Pyramid Lake incloent l'aplicació del model de riu hidrològic DSSAM per examinar nitrogen, fòsfor reactiu, oxigen dissolt i altres paràmetres de qualitat de l'aigua.